# Сеєд-Махале (Ляхіджан)
Сеєд-Махале (перс. سيدمحله) — село в Ірані, у дегестані Шірджу-Пошт, у бахші Рудбоне, шагрестані Ляхіджан остану Ґілян. За даними перепису 2006 року, його населення становило 239 осіб, що проживали у складі 77 сімей.

## Клімат
Середня річна температура становить 17,30°C, середня максимальна – 32,02°C, а середня мінімальна – 3,24°C. Середня річна кількість опадів – 777 мм.
| Клімат поселення                              | Клімат поселення | Клімат поселення | Клімат поселення | Клімат поселення | Клімат поселення | Клімат поселення | Клімат поселення | Клімат поселення | Клімат поселення | Клімат поселення | Клімат поселення | Клімат поселення | Клімат поселення |
| Показник                                      | Січ.             | Лют.             | Бер.             | Квіт.            | Трав.            | Черв.            | Лип.             | Серп.            | Вер.             | Жовт.            | Лист.            | Груд.            |                  |
| Середній максимум, °C                         | 11,19            | 11,84            | 14,65            | 20,54            | 24,54            | 28,82            | 31,92            | 32,02            | 29,04            | 23,82            | 18,29            | 14,01            |                  |
| Середня температура, °C                       | 7,22             | 7,88             | 10,67            | 16,58            | 20,57            | 24,84            | 27,04            | 27,13            | 24,16            | 18,93            | 13,40            | 9,12             |                  |
| Середній мінімум, °C                          | 3,24             | 3,90             | 6,70             | 12,61            | 16,59            | 20,88            | 22,15            | 22,26            | 19,28            | 14,05            | 8,52             | 4,23             |                  |
| Норма опадів, мм                              | 85               | 64               | 57               | 27               | 23               | 20               | 23               | 48               | 84               | 128              | 113              | 105              |                  |
| Середньомісячна швидкість вітру, м/с          | 1.88             | 2.40             | 2.40             | 2.29             | 2.38             | 2.58             | 2.45             | 2.16             | 2.00             | 1.80             | 1.81             | 1.92             |                  |
| Середньомісячна сонячна радіація, кДж/м²·день | 8304             | 10443            | 12522            | 15619            | 19809            | 21436            | 21214            | 18603            | 15292            | 12086            | 9532             | 7823             |                  |
| --------------------------------------------- | ---------------- | ---------------- | ---------------- | ---------------- | ---------------- | ---------------- | ---------------- | ---------------- | ---------------- | ---------------- | ---------------- | ---------------- | ---------------- |
| Джерело:                                      |                  |                  |                  |                  |                  |                  |                  |                  |                  |                  |                  |                  |                  |